# Тере Медина
Тереса Медина Даво (на испански: Teresa Medina Davo) е мексиканска сценаристка и литературен редактор на теленовели. Реализира кариерата си в компанията „Телевиса“. Дебютира през 1975 г. като литературен редактор на теленовелата Barata de primavera от Мариса Гаридо.

## Творчество

### Адаптации
- Рафаела (2011) с Катя Естрада и Ена Маркес; базирана на теленовелата Rafaela от Делия Фиайо
- Невинната ти (2004) с Карлос Ромеро, базирана на радионовелата Enamorada от Инес Родена
- Запален факел (1996) с Лиляна Абуд, Марсия Янсе и Хосе Мануел Виялпандо, оригинална история от Фаусто Серон Медина
- Нова зора (1988) с Кармен Даниелс, базирана на игралния филм El deseo en otoño от Фернанда Вийели
- Abandonada (1985), базирана на радионовелата La mesera от Инес Родена
- Отмъщението (1977), базирана на радионовелата La indomable от Инес Родена

### Коадаптации
- Необуздано сърце (2013), адаптация от Карлос Ромеро
- Внимавай с ангела (2008/09), адаптация от Карлос Ромеро
- Перегрина (2005/06), адапатция от Карлос Ромеро
- Натрапницата (2001), адаптация от Карлос Ромеро
- Хубава жена (2001), адаптация от Карлос Ромеро
- Втора част на Благословена лъжа (1996), с Лила Йоланда Андраде
- Любовни връзки (1995/96), адаптация от Лиляна Абуд и Кармен Даниелс
- Pobre niña rica (1995) с Вивиан Песталоци, адаптация от Динора Исаак и Луис Морено
- Viviana (1978) с Кармен Даниелс, адаптация от Роса Мария Ернандес

### Литературни редакции
- Море от любов (2009/10), адаптация от Мария Антониета „Калу“ Гутиерес и Алберто Гомес
- Прегради пред любовта (2005/06), адаптация от Орландо Мерино и Хайме Гарсия Естрада
- Любовта ми е моят грях (2004), адаптация от Орландо Мерино и Хайме Гарсия Естрада
- Другата (2002), адаптация от Орландо Мерино и Хайме Гарсия Естрада
- El precio de tu amor (2000/01), адаптация от Орландо Мерино и Хайме Гарсия Естрада
- Лабиринти на страстта (1999/2000) с Иса Лопес, адаптация от Хосе Куаутемок Бланко и Мария дел Кармен Пеня
- Първа част на Непокорна душа (1999), адаптация от Алберто Гомес
- Капчица любов (1998), адаптация от Кари Фахер и Алберто Аридхис
- El secreto de Alejandra (1997/98), адаптация от Лила Йоланда Андраде и Карлос Лосано Дана
- Разногласие (1997/98), адаптация от Кармен Даниелс, Лиляна Абуд и Хорхе Лосано Сориано
- Полетът на орела (1994/95), адаптация от Лиляна Абуд, Едуардо Гайегос и Антонио Монсел
- Първа част на Маримар (1994), адаптация от Карлос Ромеро
- Отвъд моста (1993/94), адаптация и оригинална история от Рене Муньос
- Бедни роднини (1993), адаптация от Кармен Даниелс
- La sonrisa del Diablo (1992), адаптация от Фернанда Вийели и Марсия Янсе
- В капан (1991), адаптация и оригинална история от Кармен Даниелс и Лиляна Абуд
- Аз купувам тази жена (1990), адаптация от Лиляна Абуд
- Encadenados (1988/89), адаптация от Мариса Гаридо
- Victoria (1987/88), адаптация от Луис Рейес де ла Маса
- El precio de la fama (1986/87), адаптация и оригинална история от Кармен Даниелс
- Първа част на Домът, който откраднах (1981) либрето от Карлос Ромеро, адаптация от Валерия Филипс
- Soledad (1981), адаптация от Карлос Ромеро
- Barata de primavera (1975), адаптация и оригинална история от Мариса Гаридо

## Награди и номинации
Награди TVyNovelas (Мексико)
| Година | Категория                        | Теленовела        | Резултат   |
| ------ | -------------------------------- | ----------------- | ---------- |
| 2014   | Най-добър сценарий или адаптация | Необуздано сърце  | Номинирана |
| 2009   | Най-добър сценарий или адаптация | Внимавай с ангела | Номинирана |